# Bangladeshs damlandslag i volleyboll
Bangladeshs damlandslag i volleyboll  representerar Bangladesh i volleyboll på damsidan. Laget organiseras av Bangladesh Volleyball Federation. Det deltog i sitt första internationella mästerskap vid CAVA-mästerskapen 2019 där de kom fyra av fem lag.

### Fotnoter
1. ↑  ”Volleyball - South Asian Games Nepal 2019” (på engelska). Sydasiatiska spelen. https://www.13sagnepal.com/sport/volleyball/#overview. Läst 15 februari 2023.
2. ↑  ”Nepal capture asian senior women's central zone championship with unbeaten record” (på engelska). Asian Volleyball Confederation. https://asianvolleyball.net/new/nepal-capture-asian-senior-womens-central-zone-championship-with-unbeaten-record/. Läst 12 februari 2023.
3. ↑  Preechachan (28 maj 2023). ”SRI LANKA AND MALDIVES POWER PAST THEIR RESPECTIVE RIVALS TO FINISH 5TH AND 7TH AT CAVA WOMEN’S VOLLEYBALL CHALLENGE CUP” (på engelska). Asian Volleyball Confederation. https://asianvolleyball.net/new/sri-lanka-and-maldives-power-past-their-respective-rivals-to-finish-5th-and-7th-at-cava-womens-volleyball-challenge-cup/. Läst 23 oktober 2023.
4. ↑  hamrokhelkud (18 maj 2023). ”CAVA Women's Challenge Cup 2023” (på engelska). https://www.hamrokhelkud.net/tournaments/cava-womens-challenge-cup-2023/. Läst 18 januari 2025.
5. ↑  ”Women’s volleyball team to participate in first int’l tournament” (på engelska). Dhaka Tribune. 18 oktober 2019. https://archive.dhakatribune.com/sport/football/2019/10/18/women-s-volleyball-team-to-participate-in-first-int-l-tournament. Läst 12 februari 2023.
6. ↑  ”Asian Senior Women's Central Zone Championship set to kick off on Nov 9 in Bangladesh” (på engelska). AVC. 13 november 2019. https://asianvolleyball.net/new/asian-senior-womens-central-zone-championship-set-to-kick-off-on-nov-9-in-bangladesh/. Läst 12 februari 2023.